# Aethionema armenum
Aethionema armenum är en korsblommig växtart som beskrevs av Pierre Edmond Boissier. Aethionema armenum ingår i släktet Aethionema och familjen korsblommiga växter. Inga underarter finns listade i Catalogue of Life.

## Bildgalleri

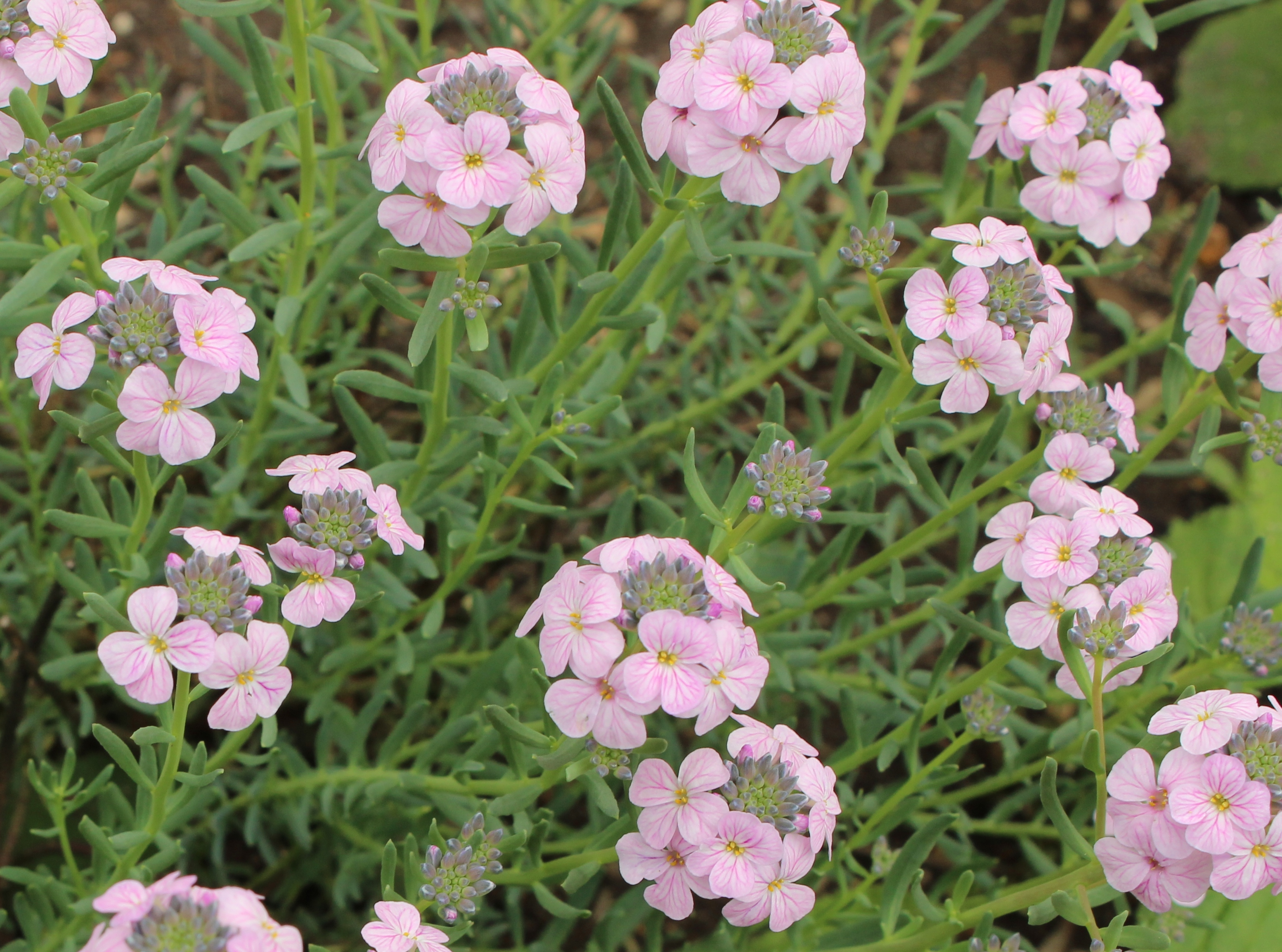
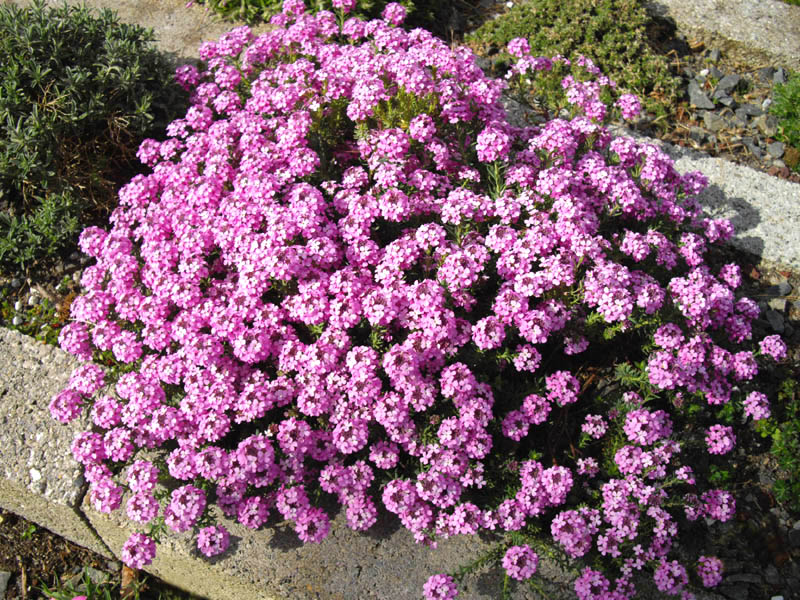
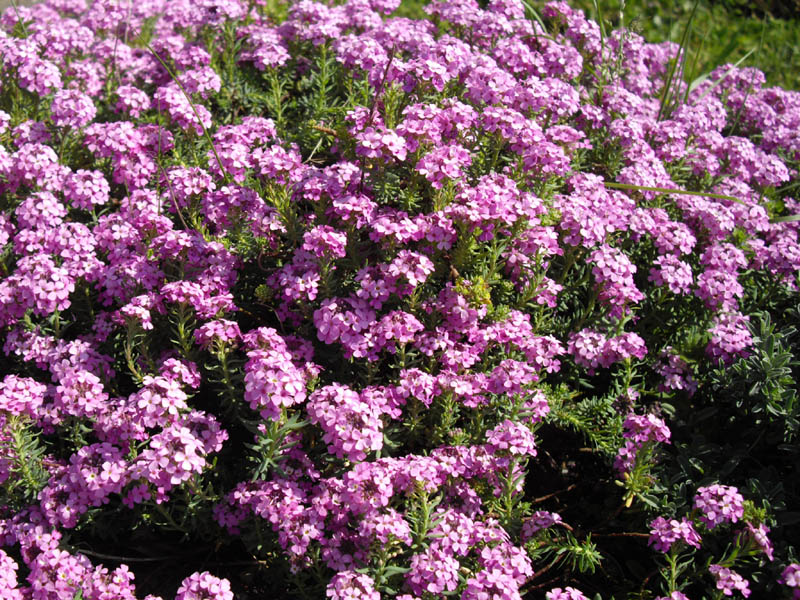
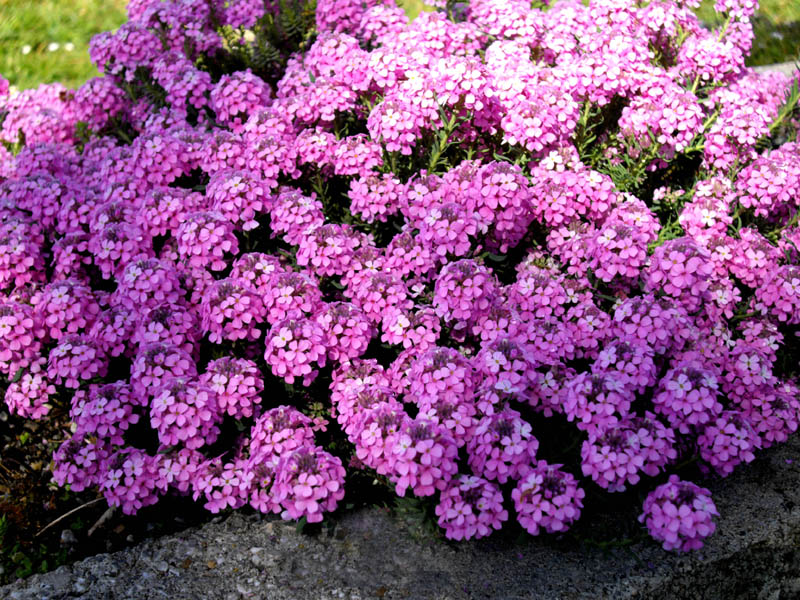
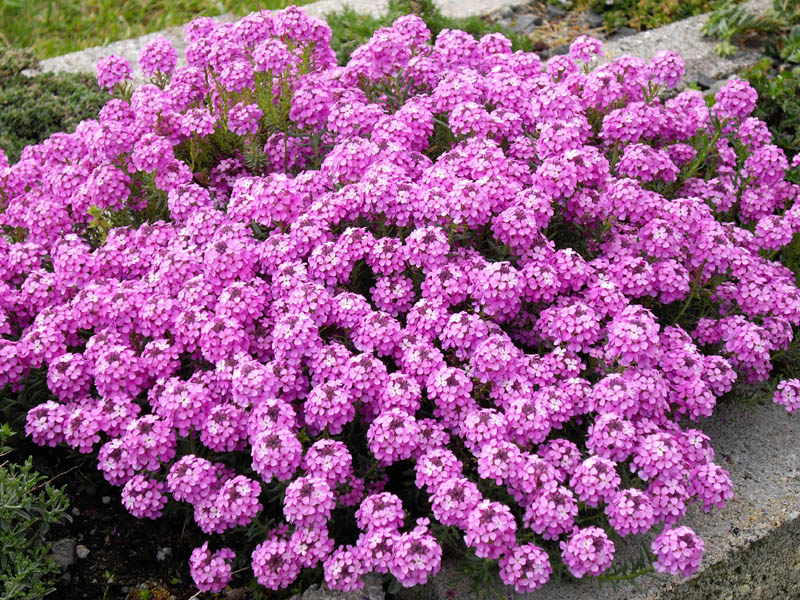